# Ministerium für Bildung (Griechenland)
Griechenland hat einen hohen Bildungsanspruch und hohe Bildungsstandards. Das Bildungsministerium nahm daher immer einen wichtigen Platz in der Exekutive ein. Durch die Jahrzehnte hat dieses Ministerium jedoch auch erhebliche Veränderungen erlebt, was sich unter anderem im Namen niederschlägt. Besonders seit 2005 gab es durch den Reformdruck eine ganze Reihe von Änderungen, die sich in Namen und Aufgabenbereich niederschlägt. Die folgende Tabelle soll einen Überblick bieten, um die historische Einordnung von Erlassen und Projekten zu erleichtern.
| Zeitraum      | Bezeichnung | Abkürzung    |
| ------------- | --- | ------------ |
| 1955–2009     | Ministerium für Nationale Bildung und Religionsangelegenheiten Υπουργείο Εθνικής Παιδείας και Θρησκευμάτων                            |              |
| 2009–2012     | Ministerium für Bildung, lebenslanges Lernen und Religionsangelegenheiten Υπουργείο Παιδείας, Δια Βίου Μάθησης και Θρησκευμάτων       |              |
| 2012–2013     | Ministerium für Bildung und Religionsangelegenheiten, Kultur und Sport Υπουργείο Παιδείας και Θρησκευμάτων, Πολιτισμού και Αθλητισμού | Υ.ΠΑΙ.Θ.Π.Α. |
| 2013–2015     | Ministerium für Bildung und Religionsangelegenheiten Υπουργείο Παιδείας και Θρησκευμάτων                                              | Υ.ΠΑΙ.Θ.     |
| 2015/1–2015/9 | Ministerium für Kultur, Bildung und Religionsangelegenheiten Υπουργείο Πολιτισμού, Παιδείας και Θρησκευμάτων                          | Υ.ΠΟ.ΠΑΙ.Θ.  |
| 2015/9        | Ministerium für Bildung, Forschung und Religionsangelegenheiten Υπουργείο Παιδείας, Έρευνας και Θρησκευμάτων                          |              |